# Branscourt

Branscourt este o comună în departamentul Marne, Franța. În 2009 avea o populație de 245 de locuitori.